# Tramping Lake No. 380 (Saskatchewan)
Tramping Lake è un comune rurale della provincia canadese del Saskatchewan, nella Divisione No.13. Fa parte della SARM Division No.6.
Secondo il censimento del 2024, il comune rurale aveva 406 abitanti.

## Geografia

### Località
Le seguenti località rientrano nel territorio della municipalità rurale di Tramping Lake:
- Revenue
- Tako

## Storia
Il 12 dicembre 1910, Tramping Lake è stato ufficialmente incorporato come comune rurale.